# Wolfgang Haller (Theologe)

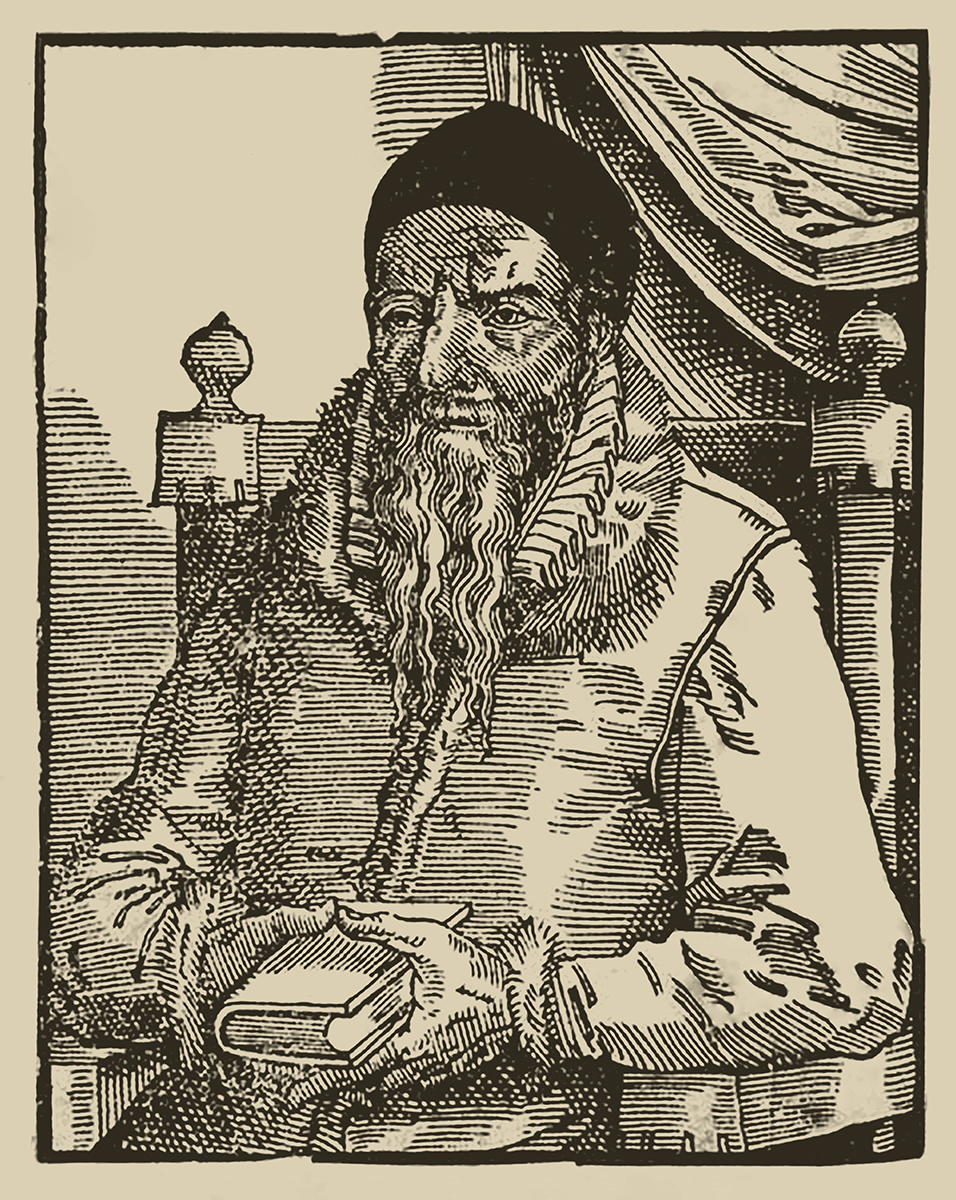
Wolfgang Haller, Quelle: Zentralbibliothek Zürich, Graphische Sammlung

Wolfgang Haller (1. Januar 1525 in Amsoldingen; † 23. Juni 1601 in Zürich) war ein Schweizer protestantischer Pfarrer, Kirchenverwalter im Kanton Zürich und Autor von Wettertagebüchern. Mehr als 30 Jahre lang zeichnete er täglich Wetterereignisse auf. Er begründete die Zürcher Linie der Patrizierfamilie Haller.

## Leben und Arbeit

### Familiäres Umfeld
Wolfgang Haller entstammte einer Pfarrersfamilie. Nach Fritz Klemm wurde er im Haus «Zum Zinggen» in Thun geboren. Sein Vater Johannes (1487–1531) war als Pfarrer in Zürich tätig und gilt als Vorkämpfer der Reformation. Während seines Studiums in Erfurt war er mit Martin Luther zusammengekommen. Dieser heiratete 34-jährig Verena Zerer (1505–1569) und fiel 1531 in der Schlacht bei Kappel. Wolfgangs Grossvater väterlicherseits Hans war Kupferschmied, der Vater seiner Mutter Tuchhändler. Wolfgang hatte einen zwei Jahre älteren Bruder Johannes (1523–1575), der als Dekan tätig war.
Am 12. August 1545 heiratete er im Grossmünster Elisabeth Göldli (1527–1578), deren Vater Kaspar (1468–1542) Landeshauptmann, Reichsvogt, Landvogt in Lugano und Landammann im Kanton Schwyz war. Ihre Mutter Ursula von Breitenlandenberg (ca. 1471 – ca. 1513) war aus dem Geschlecht der Landenbergs.
Aus dieser Ehe gingen zwischen 1546 und 1571 zwölf Kinder hervor, sieben Mädchen und fünf Buben. Zur Zeit seines Todes lebten 102 Kinder und Enkel. Mit seinem Schwiegersohn Hans Georg Ulrich (1566–1626), seinem Vater und Onkel sowie deren Nachkommen erwuchs die Zürcher Pfarrdynastie zu der grössten in der Stadt.

### Wirken
Nach dem Tod des Vaters besuchte er zunächst die Schule in Kappel, später die Hochschule in Zürich. Ab 1545 war er gleichzeitig Schulmeister in Kappel und Pfarrer in Hausen. Es folgten 1547 eine Pfarrstelle in Meilen, 1552 die Stelle als zweiter Archidiakon am Grossmünster. Ab Anfang des Jahres 1555 wurde er zusätzlich zum Verwalter des Grossmünster-Stifts gewählt. Am 13. November 1555 wurde ihm das Zürcher Bürgerrecht verliehen, zwei Jahre später entliess ihn der Rat der Stadt aus dem Amt der Pfarrei, damit er sich ganz auf die Verwaltungsgeschäfte konzentrieren konnte.
Einschlägige Beachtung finden heute auch seine Wetteraufzeichnungen aus den Jahren 1545 bis 1576, die als die bedeutendste Quelle mitteleuropäischer Witterungsgeschichte des dritten Viertels des 16. Jahrhunderts angesehen werden. Für diesen Zeitraum sind keine vergleichbaren Aufzeichnungen erhalten geblieben.

## Werke
- Acta Apostolorum, das ist über die Apostelgeschicht, durch den heiligen Evangelisten Lucam beschrieben, ein schöne, kurze und runde Erklärung. 1600.
- Jakob Ruff: DE CONCEPTV ET GENERATIONE HOMINIS, ET IIS QVAE CIRCA he̜c potissimum consyderantur, Libri, 1554.
- Der Apostel Geschicht durch den heiligen Euangelisten Lucam beschrieben: darinn kürtzlich, wie das heilige Euangelium von vnserm Heylandt Jesu Christo durch die Apostel anfengklich zu Jerusalem geprediget, vnd nachmals durch die gantze Welt außgebreitet worden,… 1571.
- Der Apostel Geschicht, durch den heiligen Evangelisten Lucam beschrieben. 1590.
- Epistola Pauli ad Romanos. 1593.
- HARMONIA. Das ist Vergleichung vnnd einstimmung Der dreyen Euangelisten S.Mattheus. 1590.
- Harmonia, das ist Übereinstimmung und Vergleichung der dreien Evangelisten. 1600.
- Jakob Ruff: De Conceptu, Et Generatione Hominis: De Matrice Et Eivs Partibvs, Nec Non De conditione infantis in vtero, et grauidarum cura et officio. 1580.
- Jakob Ruff: De Conceptu, Et Generatione Hominis: De Matrice Et Eivs Partibvs, Nec Non De conditione infantis in vtero, et grauidarum cura et officio. 1587.